# Moses Pölking
Moses Adandé Mewanu Pölking (* 30. November 1997) ist ein deutscher Basketballspieler.

## Laufbahn
Pölking, der in Berlin-Moabit aufwuchs, spielte als Jugendlicher bei City Basket Berlin sowie Alba Berlin. 2014 wurde er mit der Alba-Jugend deutscher U19-Meister. 2016 ging er für ein Jahr in die Vereinigten Staaten und spielte an der Taft School im Bundesstaat Connecticut. Nach seiner Rückkehr nach Deutschland stieß Pölking in der Saison 2017/18 zur Mannschaft des SSV Lokomotive Bernau (2. Bundesliga ProB), kam jedoch nicht zum Einsatz. In der Sommerpause 2018 wechselte er zum Regionalligisten RSV Eintracht, mit den Brandenburgern gewann er im Frühjahr 2019 den Meistertitel in der 1. Regionalliga Nord. Mitte August 2019 wurde er vom Zweitligisten Eisbären Bremerhaven unter Vertrag genommen. In der Mitte März 2020 wegen der Ausbreitung des Coronavirus SARS-CoV-2 abgebrochenen Saison 19/20 stand er mit den Eisbären zum Zeitpunkt des vorzeitigen Endes auf dem zweiten Tabellenrang. Man erhielt deshalb das sportliche Aufstiegsrecht in die Bundesliga zugesprochen. Pölking erzielte im Schnitt 1,8 Punkte/Spiel in der Saison 19/20.
Zur Saison 2021/22 wechselte er zur SG Lützel-Post Koblenz in die 2. Bundesliga ProB. Mit der Mannschaft gewann er 2023 den Meistertitel der dritthöchsten deutschen Spielklasse.

## Außerhalb des Sports
Im Sommer 2020 rief Pölking eine Internetpetition ins Leben, um eine Umbenennung der Berliner U-Bahnhaltestelle Onkel Toms Hütte an der gleichnamigen Neubausiedlung aus den 1920er Jahren zu erreichen. Der Sohn einer kamerunischen Mutter und eines deutschen Vaters fühlt sich von dem Namen beleidigt. Der Name sei „für viele eine Art von Rassismus“, sagte Pölking der Zeit, da er mittelbar auf die Romanfigur Onkel Tom zurückgehe, die Bezeichnung Onkel Tom eine Beleidigung sei und genutzt werde, um einen Schwarzen als Verräter zu bezeichnen. Er erwähnte dabei auch das Onkel-Tom-Syndrom.